# مهرآباد (کاشان)
مهرآباد روستایی در دهستان میاندشت بخش مرکزی شهرستان کاشان استان اصفهان ایران است.
این روستا شمالی ترین نقطه استان اصفهان از لحاظ مختصات جغرافیایی و مسکونی بودن است.

## جمعیت
بر پایه سرشماری عمومی نفوس و مسکن در سال ۱۳۹۵ جمعیت این روستا ۵۷ نفر (۲۱خانوار) بوده‌است.